# James Hervey Otey

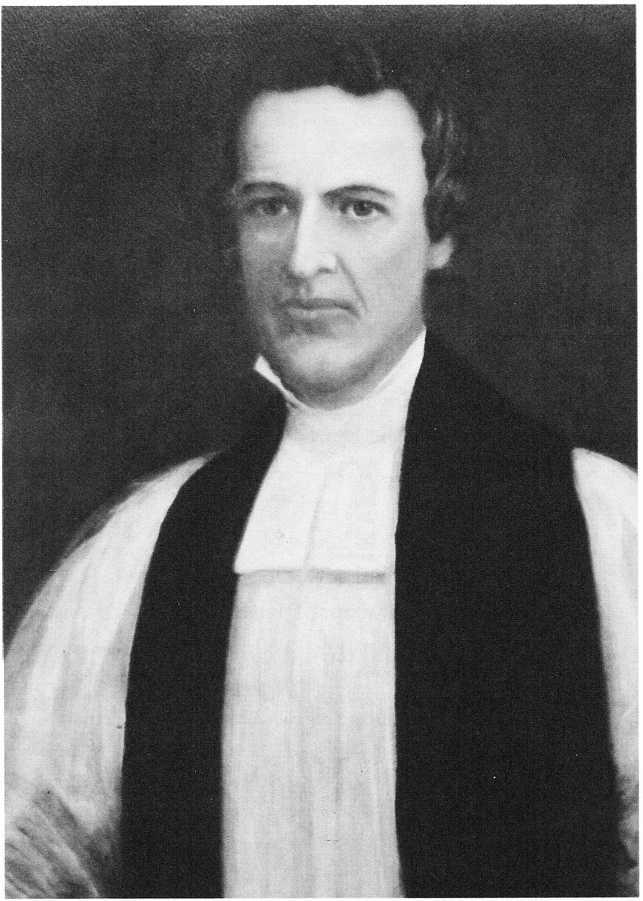
Bischof James Hervey Otey

James Hervey Otey (* 27. Januar 1800 in Bedford County, Virginia; † 23. April 1863 in Memphis, Tennessee) war ein US-amerikanischer christlicher Lehrer und erster episkopalischer Bischof von Tennessee.

## Leben und Wirken
Geboren wurde er als Sohn von Isaac Otey and Elizabeth Mathews. Er besuchte die University of North Carolina at Chapel Hill. Nach seinem Abschluss im Jahr 1820 wurde er an dieser Schule Nachhilfelehrer für Griechisch und Latein. Er heiratete Elizabeth Davis Pannill, mit der er neun Kinder bekam.
1821 zog er nach Maury County und wurde Rektor der Harpeth Academy. Einer seiner dortigen Studenten war Matthew Fontaine Maury, mit welchem sich eine lebenslange Freundschaft entwickelte. Ein anderer seiner Studenten war der Gelehrte Benjamin Blake Minor, der später sein Schwiegersohn wurde.
Nachdem er nach North Carolina zurückgekehrt war, um die Akademie von Warrington zu leiten, wurde Otey nach seiner entsprechenden Taufe als Mitglied der Episkopalkirche der Vereinigten Staaten von Amerika bestätigt. 1825 wurde er nach Studium Diakon und 1827 Priester. Dann kehrte er wiederum nach Franklin zurück und gründete dort die erste Episkopalkirche in der Freimaurerei, welche später die St. Paul´s Church wurde. Anschließend gründete er zahlreiche weitere Kirchen und am 1. Juli 1829 schließlich die Bischofs-Diözese von Tennessee in Nashville. Im Juni 1833 wurde er zum ersten Bischof gewählt und im darauffolgenden Januar in der Christ Church in Philadelphia geweiht. Nach seiner Wahl übernahm er auch die Diözese Mississippi und war missionarischer Bischof für Arkansas und das Indianergebiet, welches heute Oklahoma ist. Er reiste monatelang in diesen Regionen umher, gründete Kirchen und predigte das Evangelium.
Er war sehr an christlicher Erziehung interessiert und half, Schulen in Ashwood, Jackson und Columbia zu gründen. Seine Träume für ein „literarisches und theologisches Seminar“ für die Region wurden verwirklicht, als Leonidas Polk, Bischof von Louisiana und sein ehemaliger Co-Erzieher an dem Columbia Female Institute, die Leitung bei der Gründung der University of the South in Sewanee im Jahre 1857 übernahm.
Er lebte zu dieser Zeit in „Mercer Hall“ in Columbia (1835–1852).
1863 starb er in Memphis. Nach dem Sezessionskrieg wurde er dort aus dem Grab genommen und auf dem Friedhof der St. John’s Episcopal Church in Ashwood bestattet.